# La Estancia, Veracruz
La Estancia är en ort i Mexiko.   Den ligger i kommunen Maltrata och delstaten Veracruz, i den sydöstra delen av landet, 210 km öster om huvudstaden Mexico City. La Estancia ligger 1 985 meter över havet och antalet invånare är 231.
Terrängen runt La Estancia är kuperad norrut, men söderut är den bergig. Runt La Estancia är det ganska tätbefolkat, med 93 invånare per kvadratkilometer. Närmaste större samhälle är Orizaba, 16,4 km öster om La Estancia. I omgivningarna runt La Estancia växer huvudsakligen savannskog.